# Matej Vidović (Skirennläufer)
Matej Vidović (* 14. April 1993 in Zagreb) ist ein kroatischer Skirennläufer. Er ist auf die Disziplin Slalom spezialisiert. 

## Werdegang
Seine ersten FIS-Rennen absolvierte Matej Vidović im Jahr 2008. Seitdem geht er regelmäßig bei solchen Wettbewerben an den Start, bislang konnte er zwölf davon gewinnen. Am 5. Januar 2012 debütierte er bei einem Slalom in Zagreb im Alpinen Skiweltcup. Sein bis heute bestes Ergebnis in dieser Wettbewerbsserie erzielte er am 5. März 2017, als er im slowenischen Kranjska Gora 21. des Slalom-Wettbewerbs wurde. Am Saisonende belegte er den 137. Rang der Gesamtweltcup-Wertung.
Vidović nahm bereits mehrfach an Slalomrennen von Alpinen Skiweltmeisterschaften teil. Sein bestes Resultat war ein 26. Platz bei den Weltmeisterschaften 2015 im US-amerikanischen Beaver Creek. Bei den Olympischen Winterspielen 2014 in Sotschi erreichte er in derselben Disziplin den 28. Rang. In der Saison 2017/18 entschied er die Slalomwertung des Europacups für sich.

## Erfolge

### Olympische Winterspiele
- Sotschi 2014: 28. Slalom
- Peking 2022: 20. Slalom

### Weltmeisterschaften
- Garmisch-Partenkirchen 2011: 51. Slalom
- Schladming 2013: 33. Slalom
- Beaver Creek 2015: 26. Slalom
- St. Moritz 2017: 35. Slalom
- Åre 2019: 32. Slalom
- Cortina d’Ampezzo 2021: 12. Slalom
- Saalbach-Hinterglemm 2025: 22. Slalom

### Weltcup
- 7 Platzierungen unter den besten 20

### Weltcupwertungen
| Saison  | Gesamt | Gesamt | Slalom | Slalom |
| Saison  | Platz  | Punkte | Platz  | Punkte |
| ------- | ------ | ------ | ------ | ------ |
| 2016/17 | 137.   | 10     | 51.    | 10     |
| 2017/18 | 119.   | 19     | 38.    | 19     |
| 2018/19 | 88.    | 66     | 29.    | 66     |
| 2019/20 | 142.   | 11     | 52.    | 11     |
| 2020/21 | 95.    | 44     | 34.    | 44     |
| 2021/22 | 112.   | 30     | 40.    | 30     |

### Europacup
- Saison 2016/17: 5. Slalomwertung
- Saison 2017/18: 4. Gesamtwertung, 1. Slalomwertung
- 10 Podestplätze, davon 4 Siege:

| Datum             | Ort         | Land       | Disziplin |
| ----------------- | ----------- | ---------- | --------- |
| 17. Januar 2016   | Zell am See | Österreich | Slalom    |
| 11. Januar 2017   | Zell am See | Österreich | Slalom    |
| 13. Dezember 2017 | Obereggen   | Italien    | Slalom    |
| 16. Februar 2018  | Jaun        | Schweiz    | Slalom    |

### Juniorenweltmeisterschaften
- Roccaraso 2012: 7. Slalom
- Québec 2013: 11. Slalom
- Jasna 2014: 14. Slalom

### Weitere Erfolge
- 13 Siege bei FIS-Rennen